# Harald Hauge
Harald Hauge (1984. május 12. –) norvég labdarúgó, 2010 óta a is a Flisbyen hátvédje, de középpályásként is bevethető. Korábbi csapatai: Lillestrøm, Hønefoss és Ull/Kisa.

## Pályafutása
Nagyon kevés információ lelhető róla fel az interneten. Hauge Frognerben nevelkedett, juniorként a Lillestrøm SK-ban szerepelt. A 2003-as szezonban 3 norvég élvonalbeli meccset játszott, gólt nem szerzett. A 2004-es szezon előtt profi szerződést kapott. Azonban az igazi szezonkezdet előtt kölcsönadták a másodosztályú Hønefoss BKnak. Segítség lehetett számára, hogy a csapatnál volt korábbi lillestrømi csapattársa, Mato Grubisic. Egy második kölcsönszezon is tervben volt, de 2005 januárjában a Lillestrøm visszarendelte. Azonban hamarosan megsérült.
A 2006-os szezon előtt az Ull/Kisa igazolta le. Itt bátyjához, Frank Arne Haugéhez csatlakozott. A 2009-es szezon előtt a Flisbyen BK-ba igazolt. Frank Arne Hauge segédedző lett. Harald Lillestrøm utáni időszakából nem lelhető fel mérkőzésszám.